# Sârbi (okręg Arad)
Sârbi – wieś w Rumunii, w okręgu Arad, w gminie Hălmăgel. W 2011 roku liczyła 141 mieszkańców. 